# 卡爾斯堡 (華盛頓州)
卡爾斯堡（英文：Carlsborg），是美国华盛顿州克拉勒姆县下属的一個普查规定居民点。2000年美國人口普查時人口為855人。